# Monanus brevicornis
Monanus brevicornis är en skalbaggsart som beskrevs av Blackburn 1885. Monanus brevicornis ingår i släktet Monanus och familjen smalplattbaggar. Inga underarter finns listade i Catalogue of Life.